# بارونديا
بلدية بارونديا (بالإسبانية: Barrundia) هي بلدية تقع في مقاطعة ألافا التابعة لإقليم الباسك شمال إسبانيا.

## الديموغرافيا
يبلغ عدد سكان بلدية بارونديا 906 نسمة عام 2011 (وفقاً للمعهد الوطني للإحصاء الإسباني).
| 554 | 590 | 649 | 779 | 818 | 875 | 906 |